# Pari Ehrlich-Simon
Le pari Ehrlich-Simon est un célèbre pari établi entre l'économiste Julian L. Simon et l'écologue Paul R. Ehrlich en 1980 au sujet de la raréfaction des ressources dans la décennie suivante.

## Historique
En 1968, le biologiste Paul R. Ehrlich publie The Population Bomb, un ouvrage qui affirme que la croissance démographique de l'humanité va engendrer une raréfaction des ressources et des famines. L'économiste Julian L. Simon n'y croit pas et le fait savoir, il propose alors un pari à Ehrlich pour régler leur différend.
En 1980, Paul Ehrlich et Julian Simon se mettent d'accord sur les termes du pari. Simon pensait que le prix des matières premières devrait diminuer en dépit de la croissance démographique tandis qu'Ehrlich pensait au contraire qu'il devrait augmenter compte tenu de leur raréfaction. Les deux hommes parient donc 1000 $ sur cinq matières premières à hauteur de 200 $ par matière première. Simon laisse le choix desdites matières à Ehrlich, qui choisit le cuivre, le chrome, le nickel, l'étain et le tungstène. Si, à la date convenue, le prix ajusté à l'inflation de ces métaux avait effectivement augmenté, Simon s'engageait à verser la différence combinée, dans le cas contraire, ce serait à Ehrlich de payer.
À la date fatidique, en 1990, il apparut que le prix des cinq ressources avait baissé au cours de la décennie tandis que la population n'avait cessé de croître. Ayant perdu le pari, Ehrlich envoya un chèque de 576,07 $ à Simon.

## Enjeux et débats
Depuis le début de la révolution industrielle, le prix réel de nombreuses matières premières suit une tendance baissière. La découverte de substituts, l’amélioration des techniques d’extraction et la diffusion du progrès scientifique dans l’industrie expliquent largement ce phénomène.
Dans son ouvrage controversé L'Écologiste sceptique, Bjorn Lomborg consacre de très nombreuses pages à l'analyse des prix – corrigés de l'inflation – de nombreuses matières premières, des métaux jusqu'au pain en passant par le pétrole et le charbon. Les données chiffrées semblent donc confirmer jusqu'à présent ce raisonnement économique. Mais un tel constat n’offre aucune certitude de prolongation de cette tendance dans l’avenir.

### Cornucopiens vs néomalthusiens: un clivage persistant
Le débat oppose encore deux courants :
| Courant           | Position générale                                                                                                 | Figures associées                                         |
| ----------------- | --- | --------------------------------------------------------- |
| Cornucopianisme   | Le génie humain permettra de repousser indéfiniment les limites des ressources planétaires.                       | Julian Simon, tendances techno-optimistes                 |
| Néomalthusianisme | Les ressources sont finies ; leur surexploitation peut conduire à l’effondrement de la civilisation industrielle. | Paul R. Ehrlich, écoles de la décroissance, collapsologie |

Les cornucopiens semblent jusqu’ici avoir eu raison sur la question strictement mesurée par le pari — le prix d’un panier de métaux — mais les néomalthusiens soulignent que ce critère est limité et n’englobe ni la dégradation environnementale ni les seuils critiques des écosystèmes.
Le pari Ehrlich-Simon demeure un épisode emblématique du débat sur la soutenabilité des ressources. Il illustre à la fois la difficulté de prévoir l’évolution des marchés de matières premières et l’importance de critères d’évaluation multiples (économiques, environnementaux, sociaux) pour anticiper l’avenir de la planète. Le dialogue entre cornucopiens et néomalthusiens reste avant tout un débat de société : les données scientifiques, à ce jour, ne tranchent pas de manière définitive.